# Niesslia cladoniicola
Niesslia cladoniicola är en lavart som beskrevs av D. Hawksw. & W. Gams 1975. Niesslia cladoniicola ingår i släktet Niesslia och familjen Niessliaceae.  Arten är reproducerande i Sverige. Inga underarter finns listade i Catalogue of Life.